# Большое Орехово (Московская область)
Большое Орехово — деревня в городском округе Серебряные Пруды Московской области.

## География
Находится в южной части Московской области на расстоянии приблизительно 18 км на запад-северо-запад по прямой от окружного центра поселка Серебряные Пруды.

## История
Известна с XVI века как острожек Ореховский с деревянной башней. В 1589 году отмечалась как село Орехово с Богородицкой церковью (в 1678 церковь уже не значится). В XVIII—XIX веках принадлежала разным помещикам одновременно. В 1816 году 28 дворов, в 1859 (уже Большое Орехово) 34 двора, в 1974 — 19, в 1999 — 2. В период коллективизации был организован колхоз «Красная Звезда», позднее им. Шверника. В период 2006—2015 годов входила в состав сельского поселения Узуновское Серебряно-Прудского района. Ныне имеет дачный характер.

## Население
Постоянное население составляло 327 человек (1763), 384 (1782), 195 (1816), 316 (1859), 60 (1974), 1 в 2002 году (русские 100 %), 3 в 2010.